# Dois Vizinhos
Dois Vizinhos é uma cidade no sudoeste do Paraná, fundada em 28 de novembro de 1961, e atualmente conta com cerca de 50 mil habitantes. Seu nome vem da confluência dos rios Jirau Alto e Dois Vizinhos, que marcam a paisagem local.
A economia da cidade é robusta, com destaque para a agricultura, especialmente a produção de milho e soja, além da avicultura e suinocultura. Dois Vizinhos também possui um diversificado parque industrial, onde possui a maior indústria latino americana da BRF no quesito de abates de aves por dia, sendo considerada a Capital Nacional do frango. E é sede de um campus da Universidade Tecnológica Federal do Paraná (UTFPR), e da UNISEP que impulsiona a inovação e a educação na região. A cidade é culturalmente rica, com eventos como a Expovizinhos o AgroShow e o Frango na Lata (evento esse que teve sua primeira edição em 2025), a infraestrutura de saúde é bem desenvolvida. A cidade é bem conectada por estradas como a PR-281, PR-473 e PR-493, facilitando o transporte e o escoamento da produção agrícola. Com um clima subtropical úmido, Dois Vizinhos oferece uma excelente qualidade de vida, combinando tradição e modernidade em um ambiente acolhedor e promissor.

## História
Foi fundada em 28 de novembro de 1961, mas em meados do século passado, exploradores e tropeiros estabeleceram-se nos campos de Palmas, quando aí passavam vindos de Guarapuava e indo em direção ao sul. A fixação do homem em Palmas, deveu-se ao comércio de muares que era feito entre Rio Grande do Sul e São Paulo tinha aquela região como uma passagem obrigatória. Em 1877 foi criado o município de Palmas pela Lei 484, sendo que seu território abrangia todo o Oeste de Santa Catarina e Sudoeste do Paraná, estando nesta situação geográfica o futuro município de Dois Vizinhos.
Em 1892 pela Lei 28 é criado o município de Clevelândia, cujo território desmembrou-se de Palmas e automaticamente quase todo o sudoeste passa a lhe pertencer.
A Lei 790 de 1951, criou o município de Pato Branco, e assumiu o território de vários futuros municípios, entre os quais Dois Vizinhos.
Na década de 1940, muitos catarinenses e gaúchos, atraídos pela facilidade de aquisição de terras, as quais eram havidas pela simples demarcação, dirigiram-se até a Colônia Missões, área situada a Oeste do Rio Chopim, aí "tiravam sítio" numa verdadeira aventura sem precedentes na história paranaense. Instalavam-se assim os primeiros moradores nesta região, que era mata virgem, ocupada de animais selvagens. Muitos caçadores convergiam para esta região em busca de peles que eram vendidas no Rio Grande do Sul. A aventura era constante, sendo que a colonização se iniciava desordenadamente e de regra por pessoas que não dispunham de meios financeiros para suportar as despesas de se instalarem, plantando então a terra com milho e feijão, fazendo roças nas derrubadas de mato. As terras onde o pinheiro era abundante, eram desprezadas pela dificuldade causada na sua derrubada e mesmo porque se acreditava que eram terras menos férteis do que as cobertas por "mato branco".
Foram estes aventureiros do Sul, os primeiros moradores de Dois Vizinhos que recebeu este nome em homenagem ao rio que passa nas proximidades da atual sede do município. Caçadores e pescadores que primeiro adentraram por estes sertões, foram os que deram o nome ao rio.
Até o início da década de 1950, somente a cavalo ou pelo leito dos rios podia-se chegar a Dois Vizinhos. Mesmo assim, muitas famílias aqui se estabeleceram trazendo o progresso para o município.
Em 15 de novembro de 1953, foi criado o distrito administrativo e judiciário de Dois Vizinhos, sendo designado Teodorico Guimarães para subprefeito e Ary Jayme Müller para escrivão.
O município de Dois Vizinhos foi criado pela Lei nº 4254/60, de 25 de julho de 1960, através do projeto do então deputado Domício Scaramella, sancionado pelo Governador Moisés Lupion.
A instalação do município ocorreu em 28 de novembro de 1961, com a posse do primeiro prefeito eleito. No período entre a criação e a instalação do município, dois prefeitos foram nomeados: Ivo Cartegiani, pelo governador Moisés Lupion e Clemente Luís Boaretto, pelo governador Nei Braga.

## Economia
A economia é diversificada, com várias opções nos setores agropecuário, de comércio, serviços e indústria, onde Dois Vizinhos é polo estadual em metal mecânica e confecções.
O principal destaque econômico ainda é o setor de avicultura. O município é considerado como a Capital Nacional do Frango, por possuir a maior produção e o maior abate de aves da América Latina. A empresa Sadia, cresceu junto com a cidade, e hoje possui um abate de aproximadamente 574.000 aves por dia. O setor também tem outros números que chamam a atenção, como a produção de mais de 14 milhões de pintainhos e aproximadamente 15 milhões de ovos por mês. Para atender a essa demanda, são 1.204 aviários fornecendo matéria-prima para a indústria, além de mais de 70 caminhões transportando produtos em três turnos, e mais de 20 empresas produzindo equipamentos frigoríficos e afins. A partir desses números a cidade foi considerada e possui registro de Capital Nacional do Frango.

### Setor primário
Analisando o quadro da evolução da ocupação agrícola observamos que mesmo sendo um município de predominância de pequenas propriedades, o processo de concentração de terras tem-se acentuando a partir de 1995. Em 1992, com a divisão dos municípios do Cruzeiro do Iguaçu e Boa Esperança do Iguaçu, Dois Vizinhos reduziu sua área em torno de 35%, e sua produção total teve um decréscimo em torno de 20%. Na produção pecuária e aves, o município teve destaque na suinocultura até 1986, até que os preços caíram consideravelmente e consequentemente a redução de plantel, tendo sua recuperação a partir de 1990. A pecuária bovina tem crescido de 3 a 5% ao ano. A produção de equinos e ovinos no município é menos expressiva. A produção de carne de frango é o grande sustentáculo da economia duovizinhense. A avicultura ganhou corpo a partir do ano de 1981, com a instalação do Moinho da Lapa S/A. A agropecuária mais significativa do município, corresponde à produção de aves, suínos e bovinos. Na produção agrícola destaca-se a produção de milho, soja, trigo, fumo. Porém, se produz uma grande variedade de produtos como, frutas, verduras e legumes. A agropecuária participa com 27,34% do PIB, isto é 88.457.000 Reais. A importância da agropecuária se deve ao fato que muitas atividades industriais estão ligadas à agropecuária, como é o caso da produção de aves pela grande empresa Sadia que abate em média 500 mil aves /dia. É importante salientar que as indústrias alimentícias trabalham com matérias-primas agropecuárias como carne de suínos, bovinos ou aves. Portanto, a agropecuária é um setor fundamental para a economia do município, pois faz parte da cadeia produtiva integrando agropecuária à indústria.

### Setor secundário
O Município de Dois Vizinhos possui 144 estabelecimentos industriais, abrangendo principalmente os ramos agroindustrial, têxteis, moveleiro, máquinas industriais, empregando 2.823  pessoas.
A indústria participa com 41,67% do PIB, isto é 134.826.000,00 Reais. Estes dados demonstram a importância das atividades industriais na produção de riquezas do município.
No setor agroindustrial, merece destaque a empresa Sadia, que possui uma grande unidade de produção de frangos, sendo que 90% da produção é destinada à exportação para o Golfo (Irã, Iraque e Kuwait) Arábia Saudita, Alemanha, Singapura, Hong Kong e Argentina e o restante para o mercado interno. Sendo a maior empregadora direta de mão de obra. No setor de  frigorífico se destaca a empresa Miolar abatendo suínos e bovinos, produzindo embutidos. Ainda no setor avícola existe a empresa Pluma que trabalha com granja matriz com galinhas poedeiras.
No campo da agricultura destaca-se a Cooperativa Agroindustrial do Sul Ltda. (COASUL), que conta com 1700 associados. Além de atuar em Dois Vizinhos, desenvolve suas atividades através de entrepostos, nos Municípios de Salto do Lontra, Verê, Nova Prata do Iguaçu, Boa Esperança do Iguaçu, Cruzeiro do Iguaçu, Chopinzinho e São Jorge d'Oeste.
No setor têxtil é representado pela empresa Latreille-Confecções, que emprega grande parte da população e pela empresa Rastros D'Água que emprega a maior parte restante deste setor.

### Setor terciário
O setor comercial duovizinhense é um dos setores mais equilibrados em termos de participação na economia do Município, variando entre 10% a 20% nos últimos dez anos. O Comércio varejista predomina principalmente nas atividades dos gêneros alimentícios e confecções. Há concessionárias de todas as marcas de veículos nacionais e máquinas agrícolas, estando essas empresas entre as principais no Município. Merece destaque a produção de extintores, atuando neste setor e sendo reconhecida em todo Brasil. Na prestação de serviços o grande destaque é para o setor relacionado ao transporte rodoviário, empresas ligadas ao grupo Sadia, que utiliza basicamente este tipo de transporte. Existem 1221 unidades empresariais nos mais diversos setores como farmácias, supermercados, lojas, empresas de transportes, financeiras, atividades imobiliárias, administração pública, entidades educacionais, saúde, e outros serviços. Este setor participa com 28,64% do PIB. O número de pessoas empregadas no setor terciário é de 2.893, isto é mais de 50% da população assalariada total, segundo fontes do IBGE, datando de 2003. Esse setor abrange 28,64% do PIB em segundo lugar depois da indústria o que evidencia a importância do setor de serviços para a economia do município.

## Geografia
Dois Vizinhos está localizada ao norte do Sudoeste do Paraná. Fica situada cerca de 50 km ao norte de Francisco Beltrão, cerca de 120 km ao Sul de Cascavel, e a 419 km da capital do estado, Curitiba.
Compõem o município dois distritos: Dois Vizinhos (sede) e Santa Lúcia.

### Clima e vegetação
O clima é subtropical úmido mesotérmico (Cfa), com verões quentes e geadas frequentes, com tendência de concentração nos meses de verão, sem estação seca definida. A média das temperaturas dos meses mais quentes é superior a 30 °C, porém, nunca passa dos 40 °C e dos meses mais frios é inferior a 18 °C, com frequentes temperaturas negativas, com umidade relativa do ar de 65% e densidade pluviométrica de 2100 mm por ano.
O município ainda apresenta fragmentos da mata nativa. Originalmente a vegetação existente era a mata pluvial-subtropical. Bem presente também no município, uma variação da mata pluvial-subtropical, é a chamada de mata de araucária. A araucária relaciona-se, sobretudo a locais com altitudes superiores a 500 metros.

### Geologia e relevo
O município encontra-se sobre um derrame basáltico antigo, no Terceiro Planalto do Paraná, ou Planalto de Guarapuava. A composição do solo é basicamente latossolo roxo de textura argilosa.

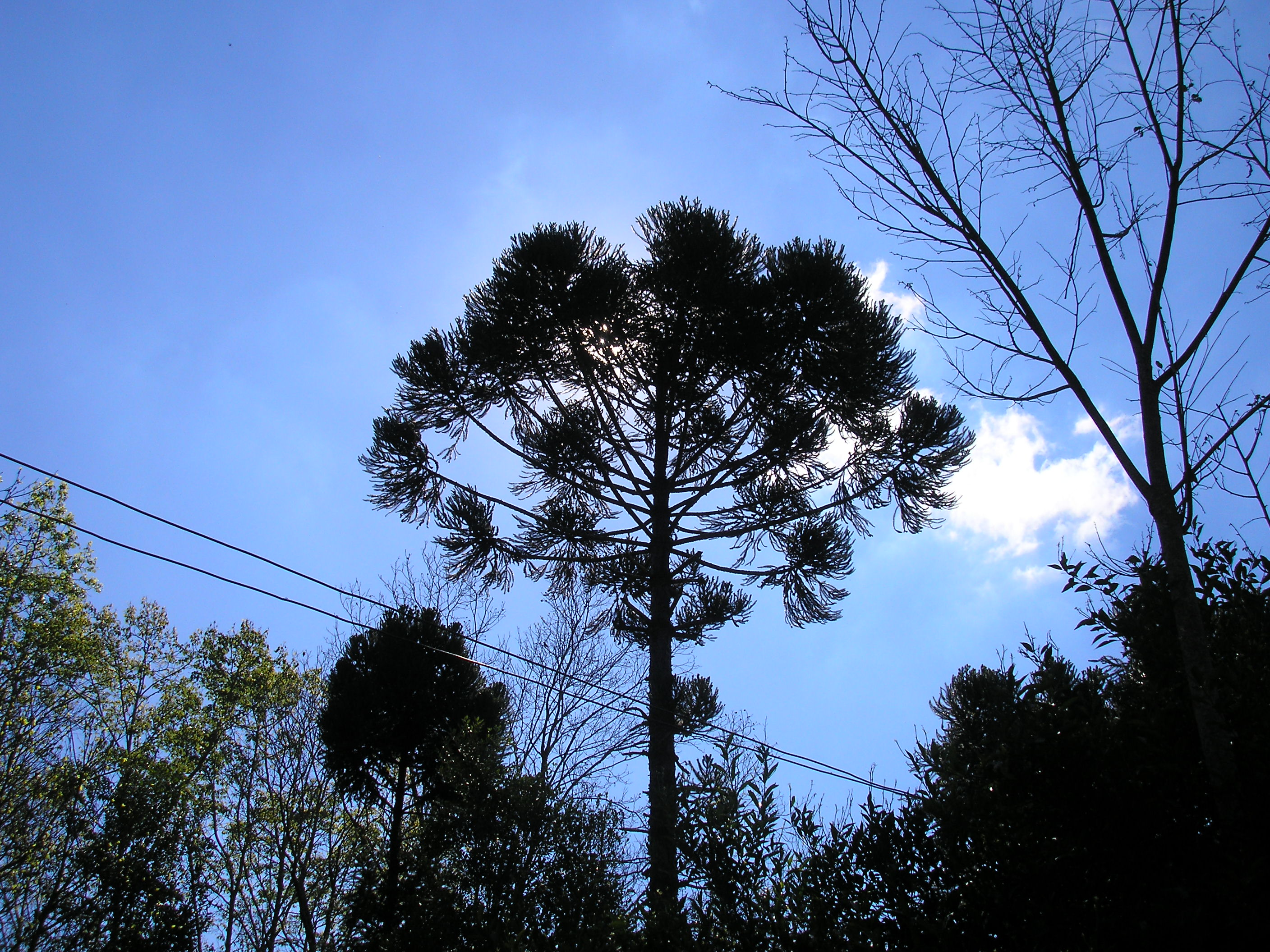
Encontra-se em abundância no município o Pinheiro do Paraná, árvore nativa da região.

A topografia do município é bastante uniforme, sendo formada com ondulações leves e, com raras exceções, por acidentes íngremes. O relevo é ondulado, constituído por planaltos. Por ocorrerem em relevo ondulado, as lavouras necessitam de práticas conservacionistas e plantio em curvas de nível para controle da erosão rural. A área de Dois Vizinhos está situada no domínio do Terceiro Planalto paranaense em seu limite sudoeste próximo a divisa com Santa Catarina.
O solo da região é classificado como latossolo roxo, litólicos e  terra roxa estruturada. Apresenta solos profundos, com boa aeração e permeabilidade. A constituição geológica da região é representada pelas rochas basálticas da Formação Serra Geral, formadas por derrames de lavas do grande vulcanismo fissural ocorrido durante a era mesozoica que atingiu o sul do país.

### Hidrografia
O município está localizado no mais importante divisor de águas da região, com inúmeras nascentes e córregos, riachos e rios como, Iguaçu, Chopim, Jaracatiá e Lajeado Grande, estes fazem parte da Bacia do Rio Paraná e Bacia Secundária do Rio Iguaçu. No perímetro urbano destacam-se dois rios, sendo eles o rio Jirau Alto do qual se captam as águas para o abastecimento da cidade, o outro é o rio que dá nome ao município, rio Dois Vizinhos.

## Demografia
População
Dois Vizinhos passou por diferentes períodos no seu desenvolvimento. Na década de 1950 a 1960, houve intenso povoamento e significativo crescimento populacional.
A população, de um modo geral é constituída por migrantes catarinenses e gaúchos descendentes de imigrantes predominantemente italianos, seguidos de poloneses, alemães e japoneses.
A partir da década de 1970, observa-se um decréscimo populacional de 8,76% da população rural em relação a sua totalidade, enquanto que a população urbana cresceu 193,89% em relação a sua população total. O decréscimo da população rural deve-se aos fatores da mecanização agrícola que provocou o êxodo rural, contribuiu para tanto também as estiagens (seca) que ocorreu de dezembro de 1977 a maio de 1978.[carece de fontes?] O crescimento populacional urbano é justificado com o próprio crescimento das cidades, pelo desenvolvimento da indústria e do comércio. Na década de 1980 tivemos um decréscimo de 5, 42% na população total sendo que, a população rural decresceu 40,39%, decréscimo este ocorrido por vários fatores: estiagem (seca) dezembro de 1985 a janeiro de 1986 e julho de 1988. Provocando danos severos na produção agrícola. Ao contrário do decréscimo da população rural, a população urbana cresceu 8,51% em relação a sua população total. Fator este que também justifica o forte êxodo rural. Já na década de 1990 outro fator significante mudou o cenário da população, quando em 1993, ocorreu o desmembramento físico-territorial dos distritos administrativos de Cruzeiro do Iguaçu e Boa Esperança do Iguaçu, que passaram a funcionar como Municípios do Estado do Paraná.
Educação
O IDEB do município é 5,3 (de 10 possíveis) para os anos iniciais do Ensino Fundamental. Este índice é um dos melhores resultados da região, o 8° melhor no nível estadual (empatado com mais outros nove municípios) e superior ao índice nacional que é 4,2.[carece de fontes?]
As redes municipal e estadual de ensino são dotadas de vinte e quatro prédios escolares. Desses, quinze estão situados no perímetro urbano e nove na área rural, com aproximadamente 8647 alunos frequentando. No atendimento às escolas atuam:
- 565 professores devidamente habilitados e registrados pela administração municipal e o governo do estado.
- 371 alunos na Rede Privada de Ensino Fundamental.
- 200 alunos no ensino médio.

O município conta com duas instituições de ensino superior; a UNISEP de caráter privado e um campus da Universidade Tecnológica Federal do Paraná, tornando Dois Vizinhos um polo educacional.

## ExpoVizinhos
A cada dois anos realiza-se, nas semanas que antecedem o aniversário do município, a ExpoVizinhos, uma feira agroindustrial.

## Esporte
No passado a cidade de Dois Vizinhos possuiu um clube no Campeonato Paranaense de Futebol, o Dois Vizinhos Esporte Clube.[carece de fontes?]
Possui um clube de futsal que disputa a série ouro do Campeonato Paranaense, o Dois Vizinhos Futsal.